# Prix Langlois
Der Prix Langlois war ein von der Académie française jährlich vergebener Literaturpreis für Übersetzungen.
Der Preis wurde 1868 gestiftet und diente der Auszeichnung der besten Übersetzung in Vers oder Prosa eines Werkes aus dem Griechischen, Lateinischen oder einer anderen Fremdsprache ins Französische. Über mehr als ein Jahrhundert hinweg honorierte der Prix Langlois die Arbeit zahlreicher Übersetzer, deren Beiträge wesentlich zur Vermittlung internationaler Literatur im französischen Sprachraum beitrugen. Die Auszeichnung bestand zumeist aus einer Geldsumme oder einer Medaille. Letztmals wurde der Preis 1987 verliehen.
Zu den ausgezeichneten Persönlichkeiten zählen namhafte Übersetzer wie Marcel Conche (Heraklit), Philippe Lavergne (James Joyce), Efim Etkind (Alexander Puschkin), Jacques Dars (Shi Nai’an u. Luo Guanzhong), Jacqueline de Romilly (Thukydides) und Pierre Pascal (Tolstoi, Dostojewski). Die Breite der ausgezeichneten Werke reichte von klassischen antiken Autoren bis hin zur modernen Weltliteratur. Ein Schwerpunkt lag auf der Vermittlung kulturell und sprachlich anspruchsvoller Werke für das französischsprachige Lesepublikum.